# اتحادیه زنان فیلمساز آمریکا
اتحادیه زنان فیلمساز آمریکا (انگلیسی: Alliance of Women Directors) یک سازمان ۵۰۱ (سی) غیرانتفاعی در آمریکا است. این سازمان در سال ۱۹۹۷ با هدف آموزش‌دادن، حمایت و طرفداری از زنان فیلمساز در صنعت فیلمسازی
تأسیس شد که مقر آن در لس آنجلس قرار دارد.